# Шамайлія
Шамайлія (араб. الشميلية) — східний регіон Об'єднаних Арабських Еміратів, який складається з частини гір Хаджар та узбережжя Оманської затоки. Відносно вологий регіон, де в горах у ваді цілорічно є джерела води. Історично був ареною боротьби між шейхами держав Перської затоки та правителями Оману. Наразі Шамайлія розділена між еміратами Фуджайра, Шарджа та Рас-ель-Хайма, а також оманським анклавом Мадха. Серед найбільших міст регіону — Дібба-аль-Хісн, Хор-Факкан, Фуджайра, Кальба.

## Географія
Гори Шамайлія займають територію у 3200 км²
Узбережжя Шамайлії поділено між Шарджою та Фуджайрою. На півночі розташоване місто Дібба, яке розділене на 3 окремі частини: оманську Діббу, шарджійську Діббу та фуджайрську Дібба-аль-Фуджайра. Південніше лежить містечко Дадна в Фуджайрі. Далі на південь розташовані курортне селище Аль-Ака, з чотирма великим курортними готелями, містечка Шарм та Бідья. Наступний анклав Шарджі містить Хор-Факкан і його північне передмістя Зубара. Далі йдуть селища Мірба та Аль-Курая й столиця Фуджайра. Завершується узбережжя останнім шарджійським анклавом Кальба, за яким іде оманський кордон та селище Аль-Міраїр у вілаєті Шинас мухафази Північний Аль-Батіна. Вздовж узбережжя, поєднуючи всі населені пункти від Дібби до Кальби, проходить автомобільна дорога E-99.

## Населення
Серед населення представлені різні арабські племена та арабізовані іранці. Серед арабів найбільш численною і впливовою є група Шарикінів (англ. al-Sharqiyyin), з яких походить правляча династія Фуджайри.

## Історія
Наприкінці XVIII століття північ регіону перебував під контролем династії Аль-Касімі, що володіла Рас-ель-Хаймою та Шарджею. Приблизно в 1798 році війська оманського правителя Султана бін Ахмада атакували Діббу, але її захисники відбили напад.
У середині 1800-х років шейх Султан бін Сакр Аль-Касімі захопив Хор-Факкан. 1808 року оманський правитель Саїд бін Султан за підтримки місцевого вождя Фуджайри Мухаммада бін Матара відвоював фортецю, проте невдовзі Султан бін Сакр вибив війська Оману звідти.
Навала ваххабітів з Дірійського емірату 1809 році призвела до втрати Оманом і Рас-ель-Хаймою всієї Шамайлії. Ваххабіти утримували форти Хор-Факкан, Фуджайра та Аль-Бітна. Територія знову повернулася до Маскату в 1820-ті роки. 1832 року, скориставшись з експедиції Саїда бін Султана до Східної Африки та повстань проти оманської влади, Султан бін Сакр знову приєднав Шамайлію до Шарджі.

## Джерело
- Annex 6: History of the Shamailīyah Tract у кн. Gazetteer of the Persian Gulf. Vol I. Historical. Part IA & IB. J G Lorimer. 1915' [‎head] (5/1782), British Library: India Office Records and Private Papers, IOR/L/PS/20/C91/1, in Qatar Digital Library [accessed 21 November 2020](англ.)